# Matylda Getter
Matylda Getter (25 février 1870 - 8 août 1968) est une religieuse polonaise. Mère supérieure des Franciscaines de la famille de Marie, elle sauve de nombreux enfants juifs du ghetto de Varsovie. Elle est reconnue Juste parmi les nations.

## Biographie
Durant sa jeunesse, Matylda Getter entend pendant une confession : « Tu viendras à la Famille de la Vierge, car il faut sauver les pauvres enfants et servir la patrie ». Ces mots l'inspireront toute sa vie. Matylda Getter devient religieuse et s'engage avec une grande ferveur dans les activités éducatives de sa Congrégation. Comme Supérieure provinciale, elle fonde plusieurs orphelinats en Pologne centrale et à l’est du pays.
Lors de l'invasion allemande en septembre 1939, les religieuses organisent un hôpital provisoire dans la maison provinciale de l’ordre (Varsovie, 53, rue Hoża), où elles offrent l’asile à environ 500 personnes. En 1944, ce lieu est réaménagé en hôpital insurrectionnel. Les religieuses mettent également sur pied un réfectoire pour 300 personnes.
Mère Matylda Getter s'implique particulièrement dans le sauvetage des enfants juifs du ghetto de Varsovie. En 1942, elle déclare que sa Congrégation est prête à accueillir dans un de ses orphelinats (à Anin, Płudy, Białołęka, Chotomów et à Varsovie) tous les enfants juifs sauvés du ghetto par la Résistance polonaise. Sa Congrégation parvient ainsi à sauver plus d'une centaine d'enfants.
Matylda Getter est déclarée Juste parmi les nations à titre posthume. Les enfants juifs qu'elle a contribué à sauver se réfèreront souvent à elle sous le surnom de « bonne mère ».

## Sources
- Siostry Zakonne w Polsce. Słownik biograficzny, t. 1, p. 93.,
- Kościół katolicki na ziemiach Polski w czasie II wojny światowej, t. XI, Warszawa, 1981
- Siostry Rodziny Maryi z pomocą dzieciom polskim i żydowskim w Międzylesiu i Aninie, Biblioteka Wawerska, Warszawa 2006,
- Za cenę życia, Ład, Warszawa, 1983 nr 17 (24 avril 1983),
- Wspomnienie... o Matce Matyldzie Getter « Matusia », « Słowo Powszechne », 1968, no 35